# Synallaxe rouge
Phacellodomus ruber
Espèce
Statut de conservation UICN

 LC  : Préoccupation mineure

Carte de répartition

Le Synallaxe rouge (Phacellodomus ruber) est une espèce d'oiseaux de la famille des Furnariidae.
Cet oiseau est répandu à travers le centre de l'Amérique du Sud.